# Uniwersytet w Pawii
Uniwersytet w Pawii – państwowa szkoła wyższa, która została założona w 1361 roku we włoskim mieście Pawia. Uczelnia ma charakter interdyscyplinarny, dająca możliwość podjęcia studiów na dziewięciu wydziałach.

## Historia
Uniwersytet w Pawii jest jednym z najstarszych uniwersytetów w Europie. Edykt wydany przez króla Lotara I wspomina o uczelni w Pawii utworzonej już w 825 roku. Instytucja ta, głównie zajmująca się prawem kanonicznym i cywilnym, jak również teologią, stała się głównym centrum szkolnictwa północnych Włoch. Rozbudowana i unowocześniona przez księcia Mediolanu, Gian Galeazzo Visconti, stała się Uniwersytetem Księstwa, o randze studium generale nadanej przez cesarza Karola IV w 1361 roku.
Obecnie, Uniwersytet posiada w swojej ofercie szeroki zakres kształcenia w wielu dziedzinach. Badania wykonywane przez instytuty, klinki, centra i laboratoria są w ścisłej współpracy z wieloma instytucjami publicznymi, prywatnymi czy fabrykami.

## Struktura Uniwersytetu
W skład Uczelni wchodzi 9 wydziałów:
- Wydział Ekonomii
- Wydział Nauk Technicznych
- Wydział Nauk Humanistycznych
- Wydział Prawa
- Wydział Fizyki, Nauk Przyrodniczych i Matematyki
- Wydział Nauk Medycznych
- Wydział Muzykologii
- Wydział Farmacji
- Wydział Nauk Politycznych.

## Znani naukowcy związani z uniwersytetem
- Lorenzo Valla (ur. 1405/1407, zm. 1.08.1457) – humanista
- Girolamo Cardano (1501–1576) – matematyk, astrolog i lekarz
- Alessandro Volta (1745–1827) – fizjolog, fizyk i wynalazca

- Lorenzo Mascheroni (1750–1800) – matematyk
- Guglielmo Gasparrini (1803–1866) – botanik
- Eugenio Beltrami (1835–1900) – matematyk
- Cesare Lombroso (1835–1909) – kryminolog, twórca włoskiej kryminologii pozytywistycznej,

- Camillo Golgi (1844–1926) – anatom, histolog, lekarz, laureat Nagrody Nobla 1906
- Carlo Rubbia (ur. 1934) – fizyk, laureat Nagrody Nobla 1984